# Deutsche Skimeisterschaften 1907
Die Deutschen Skimeisterschaften für 1907 wurden am 30. und 31. Dezember 1906 vom  Schneeschuhklub Windsbraut im schlesischen Schreiberhau im Riesengebirge im Rahmen des 1. Hauptverbandswettlaufes des Deutschen Skiverbandes ausgetragen.
Den Titel des Deutschen Skimeisters pro 1907 im kombinierten Dauerlauf über 17 Kilometer mit Sprunglauf errang sich der Österreicher Johann Hollmann aus Spindelmühle.

## Kurze Geschichte
Die Deutschen Skimeisterschaften entstanden aus den seit 1896 jährlich am Feldberg durchgeführten Schneeschuhwettläufen des Ski Clubs Schwarzwald und kamen dort von 1900 bis 1906 zur Austragung. Nach der im Jahr 1905 erfolgten Gründung des Deutschen Skiverbandes durch Wilhelm Paulcke übergab der SC Schwarzwald die Patronanz an den neuen Hauptverband. Dieser betraute mit seinem ersten Hauptverbandswettlauf den Schneeschuhklub "Windsbraut" in Schreiberhau. Trotz des Austragungstermins im Dezember 1906 wurden diese Skimeisterschaften bereits für das Jahr 1907 ausgeschrieben.
Die Meisterschaften wurden international ausgeschrieben, das bedeutete, dass sich auch ausländische Sportler daran beteiligen und den Titel eines Deutschen Meisters erringen konnten. Aufgrund der geographischen Nähe zur Grenze mit Österreich-Ungarn nahmen an den Wettbewerben viele Skisportler aus dem böhmischen Landesteil Österreichs teil, darunter die bekannten Rudolf Hollmann, Johann Hollmann und Josef Krauß, die sich auch bei den Österreichischen Skimeisterschaften erfolgreich in Szene setzen konnten. Neben den Meisterschaftsläufen kamen noch weitere Rennen zur Durchführung, darunter Militär-, Schüler-, Junioren- und Damenskiläufe, die überwiegend ein lokales Teilnehmerfeld aufwiesen.
Der Sieger erhielt als Preis den Goldenen Ski des Deutschen Skiverbandes, die Zweit- und Drittplatzierten Ehrenpreise und Diplome. Der "Goldene Ski" wurde bisher vom SC Schwarzwald vergeben und nunmehr vom Deutschen Skiverband als Preis für die Deutschen Meisterschaften übernommen. Im SC Schwarzwald wurde fortan um den Preis des "Silbernen Skis" gekämpft.
Die Skiwettkämpfe wurden bei guten Wetter- und Schneebedingungen durchgeführt. Der Publikumszuspruch war sehr hoch. So wurden am zweiten Tag der Veranstaltung rund 2.000 Zuschauer gezählt. Eine große Anzahl davon war aus dem grenznahen österreichischem Teil des Riesengebirges angereist.

## Kombinierter Lauf
| Platz | Sportler        | (Land), Verein, Ort                      | Zeit        | Weite  |
| ----- | --------------- | ---------------------------------------- | ----------- | ------ |
| 1     | Johann Hollmann | WSV Spindelmühle, Spindelmühle           | 1:23:56,0 h | 16,5 m |
| 2     | Rudolf Biehler  | A.S.C. Freiburg, Freiburg                | 1:27:52,0 h | 16,0 m |
| 3     | Franz Adolph    | SK Windsbraut Schreiberhau, Schreiberhau | 1:24:07,0 h | 14,5 m |

Datum: 29. und 30. Dezember 1907
Die Meisterschaft für Deutschland wurde im Kombinierten Lauf (Nordische Kombination) vergeben. Gewertet wurden der Skilanglauf über 17 Kilometer am 29. Dezember und das Skispringen am Sprungwall im Himmelsgrund am 30. Dezember. Die beste Durchschnittsleistung erzielte Johann Hollmann aus dem österreichischen Teil des Riesengebirges mit einem ersten Platz im Sprunglauf und dem 3. Rang im Skilanglaufwettbewerb. Den zweiten Preis errang sich der bekannte badische Skiläufer Rudolf Biehler vom Akademischen Ski Club in Freiburg der bereits in den vergangenen Jahren mehrere Preise bei den deutschen Meisterschaften gewinnen konnte. Dritter wurde mit Franz Adolph von der Neuen Schlesischen Baude, einer der damals besten Skiläufer und Skispringer Schlesiens, der bereits 1905 den Dauerlauf bei den Deutschen Meisterschaften in Feldberg für sich entscheiden konnte, dort aber im Sprunglauf nicht mit der Schanze zurechtkam.

## Einzel-Disziplinen
In den Einzeldisziplinen Skilanglauf und Skispringen wurden keine Meisterehren vergeben. Sie dienten lediglich als Teilwettbewerbe des Kombinierten Laufes.

### Skilanglauf 17 km
| Platz | Sportler        | (Land), Verein, Ort                    | Zeit        |
| ----- | --------------- | -------------------------------------- | ----------- |
| 1     | Wenzel Renner   | Keilbauden                             | 1:20:31,0 h |
| 2     | Josef Krauß     | SV Rübezahl Rennerbauden, Rennerbauden | 1:23:11,0 h |
| 3     | Johann Hollmann | WSV Spindelmühle, Spindelmühle         | 1:23:56,0 h |

Datum: 29. Dezember 1906
Streckenverlauf: Schneegrubenbaude – Zackelfallberg
Der Wettbewerb startete bei schönem Wetter und guter Schneelage um 11:30 Uhr (MEZ) an der Schneegrubenbaude (1.490 m) und führte über eine Länge von etwa 17 Kilometer zum Ziel am Zackelfallberg (750 m). Hierbei hatten die Skiläufer Anstiege von insgesamt 5 Kilometer und Abfahrten von 12 Kilometer Länge zu bewältigen.

### Skispringen
| Platz | Sportler        | (Land), Verein, Ort            | Weite  |
| ----- | --------------- | ------------------------------ | ------ |
| 1     | Johann Hollmann | WSV Spindelmühle, Spindelmühle | 16,5 m |
| 2     | Max Ehinger     | VDS Hohenelbe, Hohenelbe       | 15,0 m |
| 3     | Rudolf Hollmann | WSV Spindelmühle, Spindelmühle | 16,5 m |

Datum: 30. Dezember 1906; Start: 14:30 Uhr (MEZ)
Skisprungschanze: Sprungwall im Himmelsgrund
Die Athleten hatten jeweils insgesamt drei Sprünge zu absolvieren, von denen der weiteste gestandene Sprung in die Wertung kam. Entscheidend war neben der Weite auch die Haltung und Ausführung des Sprungs.